# Eldar Kuliev
Eldar Kuliev (18 de janeiro de 1941) é um diretor de cinema russo.